# Anton & Affe
Anton & Affe, egentligen Anton Gustafsson och Alfredo "Affe" Sanchez, var en svensk hiphopgrupp från Eskilstuna. Duon tillhörde de mest kända inom den svenska så kallade “fjortisrap”-eran verksamma under slutet av 2000-talet. Flera av låtarna har nått miljontals lyssningar efter de publicerats på YouTube.
Anton och "Affe" träffades genom gemensamma vänner i Eskilstuna och ett gemensamt intresse för graffiti. Tillsammans började de skriva och producera musik tillsammans efter att "Affe" vistats en tid på behandlingshem. De bokades till flera spelningar och skrev fler låtar. En av deras mest uppmärksammade låtar är "Värdelös", vars refräng är inspirerad av artisten Björn Rosenström sång med samma namn. Andra kända låtar är "Släpp mig fri", "Du var mitt allt" och "26 december", som handlar om Tsunamikatastrofen 2004.